# Harel Skaat
Harel Skaat (tiếng Hebrew: הראל סקעת, sinh ngày 8 tháng 8 năm 1981) đôi khi được biết đến với biệt danh Harel là một ca sĩ và nhạc sĩ người Israel. Anh đã đại diện cho Israel trong Eurovision Song Contest 2010 với bài hát "Milim" ("מילים", "Words").
Skaat đã hát và biểu diễn trước công chúng từ khi còn nhỏ. Năm sáu tuổi, anh đã giành chiến thắng trong một cuộc thi liên hoan bài hát thiếu nhi. Khi còn học tiểu học, anh xuất hiện trên truyền hình quốc gia và khi còn là thiếu niên, anh là ca sĩ chính cho cả ban nhạc của thành phố và trường trung học. Trong nhiệm vụ bắt buộc của mình với Lực lượng Quốc phòng Israel, anh đã hát trong Ban nhạc Quân đoàn Truyền thông. Đột phá chuyên nghiệp của Skaat đến khi anh là một thí sinh trong mùa thứ hai của Kochav Nolad ("כוכב נולד", "Một ngôi sao đã chào đời"), một chương trình truyền hình cạnh tranh thực tế có định dạng tương tự như American Idol, và kết thúc ở vị trí thứ hai. Sau khi chương trình kết thúc, anh đã ký hợp đồng thu âm với Hed Arzi, một trong những công ty âm nhạc lớn nhất ở Israel.
Album đầu tay của anh, tựa đề tự Harel Skaat, được phát hành vào tháng 7 năm 2006. Nó đã sản xuất năm đĩa đơn đình đám, bao gồm cả bản ballad lãng mạn, "Ve'at" ("ואת", "And You"), đó là bài hát số một trong năm trên cả hai Bảng xếp hạng bài hát tiếng Do Thái cuối năm của Israel. Album đã được chứng nhận bạch kim ở Israel. Anh tiếp tục album với tour diễn hòa nhạc, vượt qua 200 chương trình hòa nhạc, một cột mốc quan trọng trong âm nhạc Israel.
Đầu năm 2008, Skaat và Hed Arzi bị lôi kéo vào một cuộc tranh chấp pháp lý kéo dài một năm. Ngay sau khi tranh chấp được giải quyết, anh đã ký một thỏa thuận mới với Aroma Music và Partner Communications và thu âm album thứ hai của mình mang tên Dmuyot (דמויות, Figures). Album được phát hành vào tháng 9 năm 2009 và đã được chứng nhận vàng tại Israel.
Thường được phân loại trên các phương tiện truyền thông như một ca sĩ nhạc pop, Skaat đã bị ảnh hưởng bởi nhiều loại nhạc, và các album của anh ấy có sự pha trộn các bài hát chiết trung, từ rock đến lãng mạn ballad. Tài năng ca hát và biểu diễn của anh đã được các nhà phê bình và các chuyên gia ngành công nghiệp âm nhạc Israel ca ngợi rộng rãi, nhưng các album của anh chỉ nhận được nhiều ý kiến trái chiều. Tất cả các bài hát trong album và EP chính thức của anh ấy đã được hát bằng tiếng Do Thái, nhưng Skaat thỉnh thoảng hát bằng tiếng Anh và tiếng Pháp trong các buổi hòa nhạc trực tiếp; anh ấy hiện đang làm một album mới, sẽ được thu bằng tiếng Anh. Vào tháng 12 năm 2009, Cơ quan phát thanh truyền hình Israel đã chọn Skaat trong nội bộ làm đại diện của Israel cho Cuộc thi Ca khúc Eurovision năm 2010. Cuộc thi được tổ chức tại Oslo, Na Uy, vào cuối tháng 5 năm 2010 và Israel đứng thứ 14 trên 39 mục.

## Đầu đời
Harel Skaat sinh ngày 8 tháng 8 năm 1981, tại Kfar Saba, Israel, trong một gia đình gốc người Do Thái Yemen và người Do Thái Iraq. Khi anh sáu tuổi, anh đã giành chiến thắng trong một cuộc thi lễ hội thiếu nhi quốc gia mang tên "Ngôi sao cho buổi tối - Hát lớn" ở quê nhà và khi còn là một đứa trẻ, anh xuất hiện trong một chương trình của một chương trình truyền hình nổi tiếng của Israel có tên là Parpar Nehmad (פרפר נחמד, Nice Butterfly). Trong suốt tuổi trẻ của mình, anh tiếp tục xuất hiện tại các lễ hội và chương trình truyền hình, và năm 15 tuổi, anh là ca sĩ chính của cả ban nhạc thành phố Kfar Saba và ban nhạc trung học của anh. Năm 18 tuổi, anh hát với Quân đoàn truyền thông của Quân đoàn phòng thủ Israel. Ban nhạc, nơi anh gặp và kết bạn với ca sĩ kiêm nhạc sĩ, Dor Daniel. Anh theo học Beit Zvi, một trường đại học chuyên về nghệ thuật biểu diễn, nơi anh được trao hai học bổng danh giá nhất của trường đại học cho các buổi biểu diễn trong các vở nhạc kịch do nhà trường sản xuất, bao gồm học bổng thành tích xuất sắc và học bổng Sano. Khi còn học đại học, Skaat đã thu âm và phát hành một đĩa đơn, "Ein od Si'kui" ("אין עוד סיכוי", "No More Chance"); cùng thời gian đó, anh tham gia một chương trình tài năng trên truyền hình được gọi là Ha'melech Ha'ba (המלך הבא, The Next King) cùng với Ninet Tayeb, (người sau này đã nổi tiếng bằng cách chiến thắng mùa đầu tiên của Kokhav Nolad). Rafael Mirila giành chiến thắng trong cuộc thi, trong khi Tayeb về thứ ba và Skaat kết thúc ở vị trí thứ sáu.

## Kokhav Nolad
Năm 2004, trong năm thứ hai học tại Beit Zvi, Skaat trở thành thí sinh Kokhav Nolad sau khi một người bạn đăng ký anh ta mà không biết.
Anh ấy nổi lên như một nhân vật được yêu thích, liên tục nhận được lời khen ngợi từ các giám khảo chương trình, vì những màn trình diễn của anh ấy, bao gồm cả màn thể hiện "Betoch" ("בתוך", "Inside") và phiên bản tiếng Do Thái của bài hát tiếng Pháp "Je suis malade" được biết như "Bdidut", ("בדידות", "Loneliness"), mà anh đã hát trong vòng bán kết (Ricky Gal, một trong những giám khảo của chương trình, đã nói về màn trình diễn sau đó khiến cô "gần như không nói nên lời"). Trên đường đến trận chung kết, Skaat đã nhận được số phiếu cao nhất của mỗi giai đoạn mà anh thi đấu, bao gồm cả vòng bán kết, nơi anh đã đánh bại các đối thủ của mình, bao gồm cả người chiến thắng cuối cùng, Harel Midel bằng một tỷ lệ lớn. Chương trình cuối cùng tạo ra sự quan tâm lớn của người xem ở Israel. Tại trận chung kết, Skaat đã hát bài hát "Hinenny Can" (tiếng Hebrew: הנני כאן, "Jerusalem, Here I Am") ban đầu được thực hiện bởi Yehoram Gaon trong bộ phim năm 1971 "Any Yerushalmy" (tiếng Hebrew: אני ירושלמי, "I Am a Jerusalemite"). Phiên bản của bài hát này đã đứng đầu bảng xếp hạng của Kênh âm nhạc Israel trong kỷ lục 80 ngày. Moyal's surprise win "sparked heated debate in the general public in Israel" và thúc đẩy các cáo buộc thao túng cử tri của một số người hâm mộ của Skaat. Các cáo buộc, bị từ chối bởi các nhà sản xuất chương trình truyền hình, một phần xuất phát từ các vấn đề nhận thức trong hệ thống bầu cử, cho phép bỏ phiếu chặn và từ cá cược trực tuyến diễn ra trước trận chung kết.

## SauKokhav Nolad
Cả Skaat và Midel nổi lên từ Kokhav Nolad với lượng người hâm mộ lớn và trong những tháng sau khi xuất hiện Kokhav Nolad họ thường được đặc trưng trong các phương tiện truyền thông như là đối thủ theo cách "Ofra Haza – Yardena Arazi của những năm tám mươi" Một phần lớn cơ sở người hâm mộ Skaat, bao gồm thanh niên Israel. Anh đã giành giải "Ca sĩ của năm" từ Kênh thiếu nhi ba lần từ năm 20052002007 và năm 2007, 2008, và 2010, anh được tạp chí giới trẻ xếp hạng số một trong số 100 ngôi sao hàng đầu của Israel., Maariv Lanoar. 
Trong khoảng thời gian giữa sự xuất hiện của anh ấy trên Kokhav Nolad và phát hành album đầu tiên vào năm 2006, Skaat đã xuất hiện hàng chục lần trên các chương trình trò chuyện trên truyền hình của Israel, và tại các buổi lễ đặc biệt được truyền hình và các sự kiện ngày lễ. Năm 2005, Skaat đã hát trước khoảng 80.000 người ước tính tại Quảng trường Rabin, Tel Aviv tại cuộc mít tinh tưởng niệm cựu thủ tướng, Yitzhak Rabin nhân kỷ niệm mười năm ngày mất của ông. Anh tiếp tục trở thành ca sĩ nổi tiếng tại các sự kiện nghỉ lễ, biểu diễn chẳng hạn, tại năm thành phố khác nhau trên đất nước Israel Yom Ha'atzmaut (יום העצמאות, ngày độc lập) 2010. Anh cũng đã tham gia ba lễ hội bài hát thiếu nhi Festigal, diễn ra hàng năm trong mùa Hanukkah. Tại Festigal 2004, Skaat đã tham gia một cuộc thi bài hát, đóng vai Peter Pan (một nhân vật mà anh ấy nói với một người phỏng vấn mà anh ấy xác định được) và hát bài hát đó "Lauf" ("לעוף", "To Fly"). Anh lại đứng thứ hai sau Midel, người chiến thắng trong cuộc thi với bài hát "I Am Zorro" ("אני הוא זורו"); Ran Danker finished third.
Năm 2005, Skaat biểu diễn trong một vở nhạc kịch, He Who Dreamed (Bản dịch tiếng Anh), dựa trên 10 năm cuối đời của Yitzhak Rabin. Dàn diễn viên cũng bao gồm Gila Almagor và Oded Teomi trong vai trò tiêu đề. Đầu năm 2006, Skaat đã xuất hiện trong một loạt các phân đoạn dựa trên thực tế ba phút duy nhất được sản xuất bởi Cellcom, được cung cấp để tải xuống cho khách hàng của mình, trong số những nội dung đầu tiên thuộc loại này trong Lịch sử của Israel.

## Album ra mắt:Harel Skaat
Skaat phát hành album đầu tay của mình, Harel Skaat (הראל סקעת), vào tháng 7 năm 2006. Nhận xét của album đã được trộn lẫn. Một đánh giá trong The Jerusalem Post chỉ trích sự thiếu tự phát của album và bao gồm các bài nhảy mà nhà phê bình đã thể hiện tài năng của ca sĩ, nhưng ca ngợi giọng hát êm dịu của Skaat và khả năng lay động người nghe. Trong bài đánh giá album cho Ynet, Roman Singer đã so sánh Skaat với một bông hồng có văn hóa mà không có gai. Một đánh giá khác cho rằng Skaat bị "nhốt" hát "những câu chuyện lãng mạn", nhưng ca ngợi giọng hát ấm áp "Ve'at", và tài năng ca hát của anh mà nhà văn tuyên bố cho phép anh "thể hiện ở cấp độ cao hơn".
Harel Skaat đã tạo ra một chuỗi "lượt truy cập hàng đầu biểu đồ", bao gồm "Kama Od Efshar" ("כמה עוד אפשר", "How Much More is Possible"), "Mashehu Mimeni" ("משהו ממני", "Something from Me"), "Kol Hatziporim" ("כל הציפורים", "All the Birds"), "Im Hu Yelech" ("אם הוא ילך", "If He Goes"), và bản ballad lãng mạn từng đoạt giải thưởng, "Ve'at" ("ואת", "And You"), giữ vị trí số một trên các bảng xếp hạng âm nhạc lớn của Israel trong bảy tuần và kết thúc với tư cách là bài hát số một trong năm trên các bảng xếp hạng âm nhạc cuối năm của Reshet Gimmel và Galgalatz năm 2006, và cả trên khu vực của Israel Israel cuộc thăm dò hàng năm trên đài phát thanh năm 2006 ("Mashehu Mimeni" và "Kama Od Efshar" lần lượt đứng thứ tư và thứ mười trên cùng một cuộc thăm dò). Skaat được đặt tên là "Nam ca sĩ năm 2006" bởi cả Reshet Gimmel và Galgalatz. Anh cũng giành giải "Ca sĩ của năm" và "Bài hát của năm" cho "Ve'at" trong Giải thưởng Âm nhạc Israel của Kênh 24 (AMI). Ngoài ra, "Im Hu Yelech" được đặt tên là video âm nhạc hay nhất trong năm của Kênh âm nhạc Israel.
Được sản xuất bởi nhà sản xuất thu âm kỳ cựu, Izhar Ashdot, album được chứng nhận vàng chưa đầy một tháng sau khi phát hành và cuối cùng đạt được trạng thái bạch kim. (Vì quy mô thị trường nhỏ, ngành công nghiệp âm nhạc Israel chứng nhận album là vàng khi bán được 20.000 bản.) Thành công về mặt thương mại của album không chỉ quan trọng đối với sự nghiệp đang phát triển của Skaat, mà nó còn tỏ ra hữu ích trong việc khởi động sự nghiệp của ba ca sĩ, nhạc sĩ trẻ, Keren Peles, Dor Daniel và Kfir Epstein, người từng viết những bài hát hit trên album, và tiếp tục phát hành album đầu tay thành công của riêng mình. Skaat đồng sáng tác một bài hát trong album, "Afilu Shesreifot" ("אפילו שהשריפות", "Even Though it's Burning").

## Album thứ hai:Dmuyot
Đầu năm 2008, Hed Artzi đã kiện Skaat vì vi phạm hợp đồng, cho rằng anh ta đã bí mật ghi lại tài liệu mới cho CD mới cho một công ty đối thủ trước khi hợp đồng của họ hết hạn và yêu cầu tất cả các bản ghi âm mà Skaat có thể đã thực hiện bí mật. Tại tòa, Skaat phủ nhận rằng anh ta đã phá vỡ hợp đồng của họ, nhưng Hed Artzi đã giành được lệnh cấm tạm thời chống lại Skaat, khiến ca sĩ không thể ghi lại bất kỳ tài liệu mới nào. Một nghị quyết dường như có thể xảy ra vào tháng 12 năm 2008 khi Cơ quan phát thanh truyền hình Israel (IBA) đã chọn Skaat làm đại diện của đất nước trong Cuộc thi bài hát Eurovision 2009. Skaat và Hed Artzi đã gia hạn các cuộc đàm phán của họ để giải quyết xung đột nhưng khi những điều này bị phá vỡ, công ty thu âm đã tranh cãi về lựa chọn của IBA, buộc Skaat phải bỏ học. Vào tháng 2 năm 2009, Tòa án quận Tel Aviv đã cấp phép cho Skaat trở lại trường quay. (Cuối cùng IBA đã chọn Achinoam Nini và Mira Awad để đại diện cho Israel với bài hát "Phải có cách khác", và họ đã kết thúc thứ 16 trong cuộc thi.)
Hai bên sau đó đã đạt được thỏa hiệp và Skaat sớm tham gia một thỏa thuận mới với Aroma Music và Partner Communications. Album thứ hai của Skaat, Dmuyot (דמויות, Figures [bản dịch thay thế của tiêu đề bao gồm "Hình ảnh" và "Nhân vật"]) được phát hành vào ngày 1 tháng 9 năm 2009. Album chứa bài hát hit "Muvan Li Achshav" ("מובן לי עכשיו", "Now I Understand"), được phát hành dưới dạng đĩa đơn và được bán độc quyền tại Israel tại chuỗi cửa hàng cà phê của Aroma Espresso Bar. Những người độc thân khác trong album bao gồm "Boi Ha Yom" ("בואי היום", "Come Today"), "Sof", ("סוף", "End") và "Od Ya'ir Alay" ("עוד יאיר עלי", "Shine on Me"). Phần lớn của album được sản xuất bởi Peter Roth hoặc Izhar Ashdot, với một số nhạc sĩ trẻ người Israel đóng góp các bài hát cho nó, bao gồm Ofer Bashan, Yali Sobol, Ben-Artzi, Sheila Ferber, Kfir Epstein, Didi Shachar, Botai Ilai và Yoav Degani. Skaat đồng sáng tác bốn trong số các bài hát trong album ("Sof", "Od Ya'ir Alay", "Dmuyot", và "Zippor" ("ציפור", "Bird")), bao gồm cả hai được phát hành dưới dạng đĩa đơn.
Mặc dù nó đã được chứng nhận vàng ở Israel, Dmuyot đã không đạt được mức độ thành công thương mại như album đầu tiên của mình. Hit lớn nhất của album, "Muvan Li Achshav" xếp thứ 34 trên bảng xếp hạng âm nhạc hàng năm của Reshet Gimmel năm 2009. Quan trọng, các đánh giá của album đã được trộn lẫn. Ví dụ, một đánh giá của Yossi Hersonski đã ca ngợi "giai điệu đẹp" của "Sof" nhưng tìm thấy lời bài hát là quá tình cảm. Ngược lại, Hersonski đã viết rằng "Dmuyot", bài hát kết thúc trong album là một đoạn độc thoại của Skaat với "linh hồn của anh ấy, thú nhận những điểm yếu của anh ấy", và rằng tiếng hát của Skaat "rất xúc động, nhưng lần này được đánh bóng hơn"

## Eurovision 2010
Vào tháng 12 năm 2009, Cơ quan phát thanh truyền hình Israel đã chọn Skaat để đại diện cho Israel trong Cuộc thi bài hát Eurovision 2010. Thông báo được đưa ra tại Knesset, cơ quan lập pháp của Israel. Việc lựa chọn được đi trước bởi nhiều ngày suy đoán và nhầm lẫn, và sau đó là sự chỉ trích của Cơ quan phát thanh truyền hình Israel và kêu gọi điều tra quá trình lựa chọn. Vào ngày 15 tháng 3 năm 2010, "Milim" ("מילים", "Words") được viết bởi Noam Horev và được sáng tác bởi Tomer Hadadi, đã được chọn một cách không chính thức là bài hát của Israel cho cuộc thi Eurovision khi nó giành chiến thắng trong Kdam Eurovision, cuộc thi tuyển chọn trước Eurovision của đất nước. Bốn bài hát được chọn vào vòng chung kết cho Kdam Eurovision, bao gồm "Milim", được ghi lại trong một studio bởi Skaat và được phát hành trên một EP đặc biệt Eurovision 2010. Tại Kdam Eurovision, Skaat hát "Milim" bằng tiếng Do Thái với sự hỗ trợ của các nhạc cụ dây, nhưng trước cuộc thi Eurovision, Skaat đã thu âm lại một lần nữa hoàn toàn bằng tiếng Do Thái nhưng với sự sắp xếp giọng hát đã thay đổi và với phần hòa âm của dàn nhạc đầy đủ. Bởi vì được biết vào đầu tháng 3 năm 2010, phần lớn các bài hát của Eurovision cho năm đó có thể sẽ được hát bằng tiếng Anh (24 trong số 39 bài dự thi tại cuộc thi Eurovision hát bằng tiếng Anh), có một số tin tức trên các phương tiện truyền thông Israel trước Eurovision về việc ngôn ngữ "Milim" nên được hát tiếng Hê-bơ-rơ, tiếng Anh, tiếng Pháp hoặc trong một số ngôn ngữ kết hợp.
Cuối cùng, Skaat đã hát bài hát này trong cả hai trận bán kết (nơi anh đã vượt qua) và trận chung kết của Eurovision hoàn toàn bằng tiếng Do Thái, biểu diễn phiên bản thay đổi với phần đệm của dàn nhạc đầy đủ (mặc dù tại Eurovision 2010, không có dàn nhạc sống anh ấy hát với sự hỗ trợ của một ca khúc được thu âm). Để quảng bá cho mục nhập của Israel, một video âm nhạc của "Milim" đã được phát hành và Skaat cũng đã thu âm và phát hành phiên bản tiếng Anh và tiếng Pháp của bài hát.
Tại Oslo, Skaat giải thích với báo chí rằng "Milim" là về sự mất mát, chẳng hạn như trong một cuộc chia tay, nhưng đối với anh, nó có ý nghĩa sâu sắc hơn. Skaat nói: "Bài hát này làm tôi cảm động sâu sắc. Ông tôi đã chết chỉ vài ngày trước khi lựa chọn ở Israel và điều này mang lại cho tôi cảm giác rất sâu sắc, tôi cảm thấy rằng tôi thực sự hát bài hát này cho ông. Ông muốn tôi tham gia Cuộc thi Ca khúc Eurovision trong năm năm, và sau đó anh ấy được biết rằng tôi sẽ tham gia tuyển chọn quốc gia trước khi anh ấy qua đời."
Mặc dù được liệt kê là một trong những mục yêu thích để giành chiến thắng trên một số trang web cá cược trực tuyến, Israel chỉ đứng thứ 14 trong kết quả 50/50 của cuộc thi Eurovision. Phân tích chi tiết cho thấy một sự khác biệt lớn giữa tổng số bình chọn của người xem và các ban giám khảo, cả hai đều có trọng số tương đương trong việc xác định kết quả của trận chung kết. Israel xếp thứ năm trong số 25 mục vào vòng chung kết với các hội thẩm, nhưng chỉ đứng thứ 19 với các chương trình truyền hình. Nếu nó thuộc về công chúng, Israel sẽ không vượt qua vòng bán kết, xếp thứ 12 trong một lĩnh vực 17 với các nhà truyền hình trong trận bán kết thứ hai; Vị trí vững chắc của Skaat với các hiệp sĩ trong trận bán kết thứ hai bảo đảm vị trí của Israel trong trận chung kết. 
Mặc dù kết quả đáng thất vọng, Israel đã nhận được một giải thưởng an ủi, khi đất nước quét Eurovision bị trừng phạt năm 2010 Giải thưởng Marcel Bezençon, giành giải Nghệ sĩ xuất sắc nhất, sáng tác hay nhất và tham gia cuộc thi tốt nhất. Đây là lần đầu tiên trong lịch sử giải thưởng, được lựa chọn bởi các phương tiện truyền thông và báo chí được công nhận của cuộc thi, các nhà soạn nhạc tham gia và các nhà bình luận rằng một quốc gia đã giành được nhiều hơn một giải thưởng trong cùng một năm. Kết thúc cuộc thi Eurovision, Skaat bày tỏ niềm tự hào và lòng biết ơn. Anh ấy nói với một phóng viên: "Tôi tự hào và hạnh phúc vì màn trình diễn và đại diện cho [Israel]. Chúng tôi đã mang đến những giải thưởng nghệ thuật của Israel. Đó là một trải nghiệm thú vị và tôi rất thích mỗi phút.” Trong khi Christer Bjorkman, người sáng lập Giải thưởng Marcel Bezençon, tuyên bố: "Các giải thưởng được trao cho mục nhập của Israel cho thấy một ưu điểm của giải thưởng. Nó tiết lộ điều gì đó không xuất hiện trong cuộc bầu chọn của cuộc thi.... Bài hát này rất hay, và chúng tôi đã ở đây hai tuần rồi, nhưng có thể bài hát này không tiếp cận giống như lần đầu tiên bạn nghe nó".

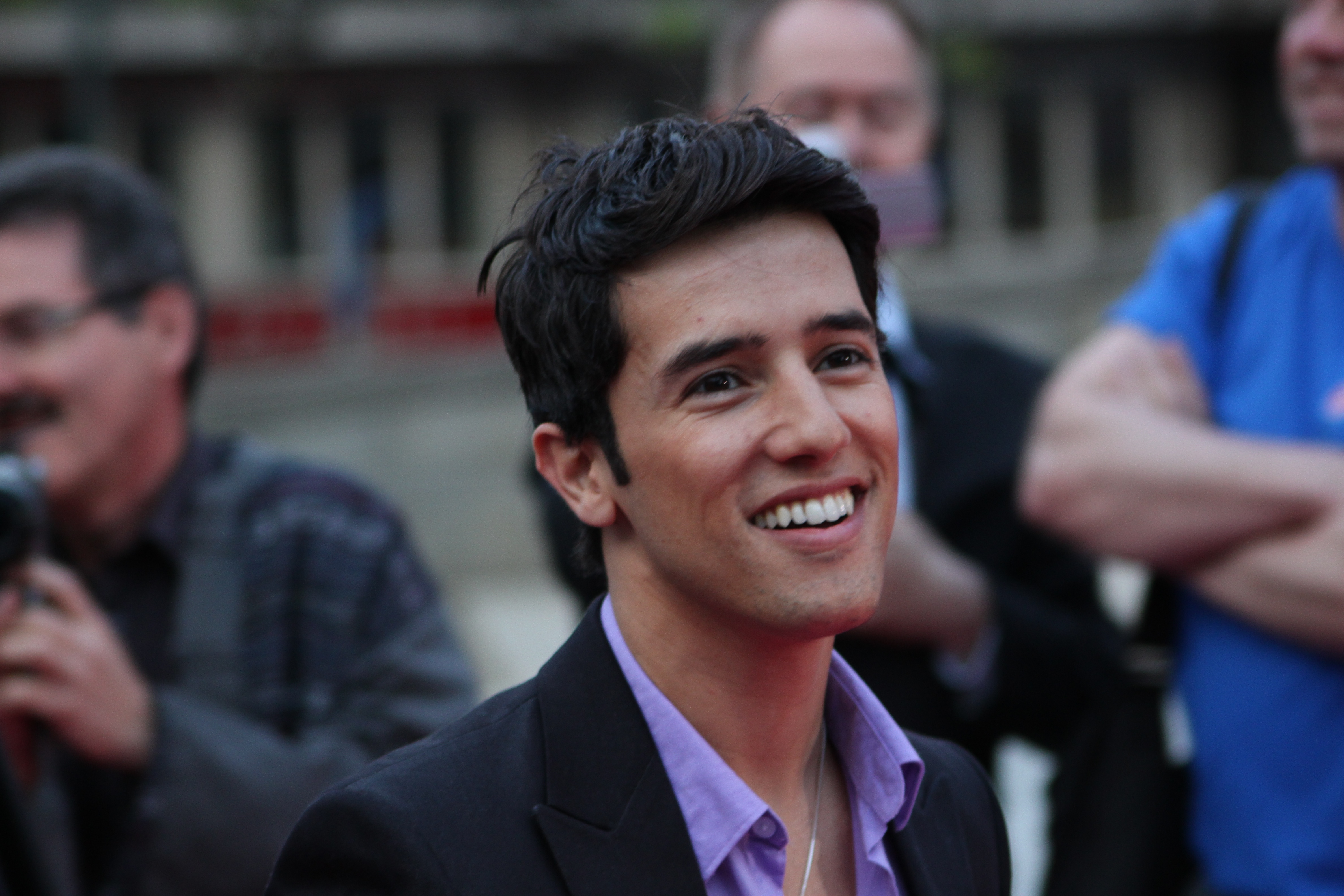
Harel Skaat ở Oslo (2010)

## Album thứ ba:Shuv Me'ushar
Album thứ ba của Skaat, Shuv Me'ushar (שוב מאושר, "Happy Again"), được sản xuất bởi Ran Shem Tov, được phát hành vào ngày 29 tháng 1 năm 2012. Hai đĩa đơn trong album, Tihye Li Ahava (תהיה לי אהבה, "I Will Have Love") và HaMea Ha-21 ("21st Century"), đạt vị trí số một trên bảng xếp hạng radio ở Israel. Trong số các bài hát khác trong album là đĩa đơn, Kama Od Drachim (כמה עוד דרכים, "How Many More Ways"), "Mashehu Tov" (משהו טוב, "Something Good") và Gibor (גיבור, "Hero"), một bản song ca với Yehuda Poliker. Album là album đầu tiên của Skaat kể từ khi anh xuất hiện là người đồng tính vài tháng trước và bắt đầu hẹn hò với một người mẫu thời trang nam. Một đánh giá về album được xuất bản trong NRG Ma'ariv cho thấy mặc dù có những thay đổi lớn trong cuộc sống của Skaat, anh vẫn có vẻ bị hạn chế. Ba trong số các bài hát trong album đã kết thúc trong cuộc bình chọn cuối năm của Reshet Gimmel về các bài hát hàng đầu từ năm trước (công bố vào ngày 15 tháng 9 năm 2012). Các bài hát là "Kama Od Drachim" (#7), "HaMea Ha-21" (#9), và "Mashehu Tov" (#11). Skaat cũng được vinh danh là nam ca sĩ của năm.

## Buổi hòa nhạc & Biểu diễn sân khấu
Năm 2006, Skaat bắt đầu chuyến lưu diễn để quảng bá album đầu tay của mình, biểu diễn trên khắp Israel, bao gồm buổi hòa nhạc tại Frederic R. Mann Auditorium ở Tel Aviv (quê hương của Dàn nhạc Philharmonic của Israel). Chuyến lưu diễn cuối cùng đã vượt qua mốc 200 buổi hòa nhạc, một thành tích đã được ghi nhận rộng rãi trên các phương tiện truyền thông Israel. Năm 2009, Skaat bắt đầu chuyến lưu diễn thứ hai để quảng bá album Dmuyot. Nhà văn và nhà phê bình âm nhạc của Reuters, Assaf Nevo đã bắt đầu đánh giá về việc ra mắt tour diễn đó bằng cách lưu ý rằng nếu một máy tính tạo ra ca sĩ nhạc pop người Israel tuyệt đỉnh thì nó sẽ giống với Skaat, người mà ông đã viết kết hợp sức hút của Shlomo Artzi, chất lượng ngôi sao của Ivri Lider, giọng hát trong trẻo của Izhar Cohen, sự dễ thương của Evitar Banai và sự nhạy cảm của Rami Kleinstein. Trong khi Nevo xem Skaat là một ca sĩ nhạc pop giỏi, anh tin rằng âm nhạc của Skaat không vượt ra ngoài thể loại này.
Skaat cũng thường xuyên xuất hiện tại các câu lạc bộ đêm Zappa ở Tel Aviv và Herzliya, nơi thường xuyên có nhạc sống của cả nhạc sĩ Israel và quốc tế.
Một trong những lần xuất hiện lớn đầu tiên của Skaat sau Eurovision là vào ngày 28 tháng 7 năm 2010 tại Tel Aviv để tưởng nhớ ca sĩ người Pháp, Serge Gainsbourg. Skaat đã được lên kế hoạch biểu diễn tại lễ khai mạc Liên hoan nghệ thuật quốc tế XIX, "Slavianski Bazaar ở Vitebsk" tại Belarus vào ngày 9 tháng 7 năm 2010, nhưng sự xuất hiện của anh đã bị ban tổ chức hủy bỏ hai ngày trước sự kiện. Các nhà tổ chức đã viện dẫn nhu cầu thu nhỏ số lượng buổi hòa nhạc là lý do cho việc hủy bỏ, nhưng các nguồn tin ngoại giao của Israel cho rằng việc hủy bỏ là vì lý do chính trị và Đại sứ Israel tại Belarus đã từ chối tham dự lễ khai mạc để phản đối.
Vào tháng 3 năm 2011, Skaat đã tham gia vào một sự hợp tác độc đáo: hát ba bài hát của anh trực tiếp trong chương trình khiêu vũ tap của Sharon Levi's Barcelona Dance, "Fragments", ra mắt tại Paris.
Năm 2016 và 2017 anh đóng vai chính là 'Marius' trong Habima Nhà hát phiên bản tiếng Do Thái của Les Miserables tức là: Aluvei Hahayim. Trong quá trình chạy, vai trò đã được luân chuyển giữa Skaat, Anh Cả Brentman và người đồng hương Eurovision của Israel Imri Ziv.

## Phong cách âm nhạc
Skaat đã được gọi là một người biểu diễn "thuyết phục và quyến rũ" và giọng hát của anh ấy đã được mô tả là "mượt mà, chính xác, rất sạch sẽ và rất rõ ràng". Trong một bài báo đánh giá thập kỷ đầu tiên của thế kỷ trong âm nhạc Israel, ông được gọi là "ca sĩ đam mê nhất ở Israel từ năm 2006-2007". Ngoài những lời chỉ trích về âm nhạc của Skaat đã được ghi nhận ở những nơi khác trong bài báo, một số lời chỉ trích của ca sĩ đã tập trung vào sự liên kết của anh với Kokhav Nolad và hiện tượng người nổi tiếng tức thì. Một bài báo xuất bản năm 2006 trên Nrg.co.il đã chỉ trích tính dễ chịu, nhưng "chính thống" và về cơ bản là không tiến bộ của nhạc pop Israel đương đại, bao gồm cả bởi Skaat, Shai Gabso (đánh vần thay thế: Shay Gabso), Ninet Tayeb, Harel Midel và những sinh viên tốt nghiệp Kokhav Nolad khác.
Skaat đã nói: "Mong ước của tôi là luôn là một ca sĩ và tôi vẫn đang làm việc với nó." Skaat là một trong nhiều ca sĩ nổi tiếng, cả quá khứ và hiện tại, của di sản Do Thái Yemen, một dòng dài bao gồm Bracha Zefira, Shoshana Damari, Haim Moshe, Zohar Argov, Ofra Haza, Gali Atari, Dana International, Achinoam Nini (Noa), và nhiều người khác. Tuy nhiên, không giống như âm nhạc của một số ca sĩ người Do Thái gốc Yemen, nhìn chung có một vài gợi ý về phong cách hát đặc biệt thường gắn liền với văn hóa đó trong âm nhạc của Skaat. Mặc dù Skaat đã nói rằng anh ta bị ảnh hưởng bởi Rivka Zohar và anh ta đã đặt tên cho Rami Kleinstein và Sarit Hadad là hai trong số những ca sĩ yêu thích của anh ta, anh ta đã nói trong một cuộc phỏng vấn vào tháng 2 năm 2010 rằng, "Tôi không nghĩ rằng tôi [có Tôi đã luôn bị ảnh hưởng bởi một người cụ thể. Tôi luôn nghe rất nhiều loại nhạc khác nhau. Tôi cảm thấy như thể tôi đã học được từ mỗi ca sĩ mà tôi đã nghe và vẫn làm. Từ sức sống của các ca sĩ nữ tuyệt vời, qua bài hát diễn giải các nghệ sĩ Pháp đến các cấu trúc phức tạp của các bản nhạc cổ điển. Tôi tìm thấy cảm hứng trong tất cả!"
Skaat đã được thiết lập để làm việc trên một album mới, được ghi bằng tiếng Anh, tác phẩm đầu tiên của anh sẽ được nhắm đến khán giả quốc tế. Nhà sản xuất từng đoạt giải Grammy, Narada Michael Walden, người đã làm việc với một số nhạc sĩ, bao gồm Whitney Houston và Mariah Carey đã được liên kết với dự án. Tuy nhiên, sau các báo cáo ban đầu, không có cập nhật lớn nào về tình trạng của dự án trên các phương tiện truyền thông lớn của Israel trong một thời gian.

## Sự công nhận đặc biệt
Vào cuối năm 2009, để kỷ niệm cuối thập kỷ theo lịch Do Thái, đài phát thanh Israel Galgalatz và đài truyền hình Channel 24 đã thực hiện một số cuộc thăm dò đặc biệt trong đó công chúng chọn các bài hát, ca sĩ, ban nhạc và âm nhạc yêu thích của họ video của thập kỷ qua. Skaat đứng thứ hai trong cuộc bình chọn nam ca sĩ của thập kỷ (sau Eyal Golan), trong khi hai bài hát của anh, "Ve'at" và "Hineni Kan", xếp thứ tư và thứ 21 tương ứng trong cuộc bình chọn cho bài hát của thập kỷ ("Mima'amakim" bởi Dự án Idan Raichel được đặt đầu tiên trong cuộc thăm dò). Những người chiến thắng và đếm ngược 20 bài hát hàng đầu đã được tiết lộ trực tiếp trên truyền hình Israel tại một chương trình toàn sao vào ngày 15 tháng 10 năm 2009 tại Bể bơi của vua trước 8.000 khán giả. Buổi hòa nhạc có sự góp mặt của nhiều nhạc sĩ (bao gồm cả Skaat) biểu diễn các bài hát khiến nó được bình chọn.

## Cuộc sống cá nhân
Trong một bộ phim tài liệu được phát sóng lần đầu tiên trên truyền hình Israel vào tháng 10 năm 2010, Skaat tuyên bố rằng anh ta là đồng tính. Tuyên bố được đưa ra sau nhiều năm suy đoán của công chúng về khuynh hướng tình dục và sau một cuộc đi chơi công khai gây tranh cãi của nhà sản xuất phim và nhà hoạt động đồng tính người Israel, Gal Uchovsky, sau khi Skaat biểu diễn tại đài tưởng niệm tháng 7 năm 2010 để đánh dấu kỷ niệm một năm tấn công vào một trung tâm thanh thiếu niên đồng tính Tel Aviv. Chồng của anh là Idan Roll, một luật sư và chính trị gia.
Vào tháng 6 năm 2010, Skaat đã mua một căn hộ tại một trong Arlosoroff Towers, một cặp tòa nhà cao tầng thương mại và dân cư theo kế hoạch ở Tam giác Ayalon của Tel Aviv. Skaat đã tích cực tham gia vào các tổ chức từ thiện nhắm vào trẻ em khuyết tật. Để giải trí, đôi khi anh thích tham gia vào các hoạt động hồi hộp cao, như nhảy dù, nhảy bungee và đi bè.

## Danh sách đĩa hát

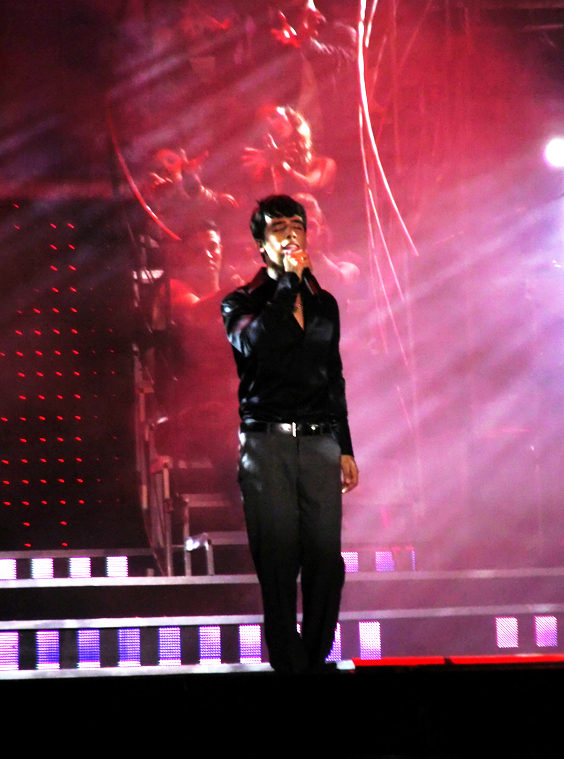
Harel Skaat trong buổi hòa nhạc tại Tel Aviv (2006)

### Album phòng thu
| Năm  | Bài                                                            |
| ---- | -------------------------------------------------------------- |
| 2006 | Harel Skaat (הראל סקעת)                                        |
| 2009 | Dmuyot (דמויות, Figures)                                       |
| 2012 | Shuv Meushar (שוב מאושר, Happy Again)                          |
| 2017 | Ahava Mesovevet Hakol (אהבה מסובבת הכל, Love Turns Everything) |

### EPs
| Năm  | Bài                               |
| ---- | --------------------------------- |
| 2010 | Eurovision 2010 (אירוויזיון 2010) |

### Singles
| Năm  | Bài                                                     | Nhạc sĩ |  |
| ---- | ------------------------------------------------------- | --- |  |
| 2002 | Ein Od Si'kui (אין עוד סיכוי, No More Chance)           | Shmuel Elbaz (שמואל אלבז)                                                                                              |  |
| 2006 | Ve'at (ואת, And You)                                    | Keren Peles (קרן פלס)                                                                                                  |  |
| 2006 | Kama Od Efshar (כמה עוד אפשר, How Much)                 | Sagit Shir (שגית שיר)                                                                                                  |  |
| 2006 | Mashehu Mimeni (משהו ממני, Something from Me)           | Dor Daniel (דור דניאל)                                                                                                 |  |
| 2006 | Kol Hatziporim (כל הציפורים, All the Birds)             | Keren Peles (קרן פלס)                                                                                                  |  |
| 2007 | Im Hu Yelech (אם הוא ילך, If He Goes)                   | Kfir Epstein (כפיר אפשטיין)                                                                                            |  |
| 2009 | Muvan Li Achshav (מובן לי עכשיו, It's Clear to Me Now)  | Ofer Bashan (עפר בשן)                                                                                                  |  |
| 2009 | Boi Ha Yom (בואי היום, Come Today)                      | Yahli Sobol (יהלי סובול)                                                                                               |  |
| 2009 | Sof (סוף, End)                                          | Ilai Botner, Harel Skaat (עילי בוטנר, הראל סקעת)                                                                       |  |
| 2009 | Od Yair Alay (עוד יאיר עלי, His Light Will Shine on Me) | Ofer Bashan, Benny Bashan, Harel Skaat (עפר בשן, בני בשן, הראל סקעת)                                                   |  |
| 2010 | Milim (מילים, Words)                                    | Tomer Adaddi, Noam Horev (תומר הדדי, נועם חורב)                                                                        |  |
| 2011 | Od Tihye Li Ahava (תהיה לי אהבה, I Will Have Love)      | Harel Skaat, Noam Horev, Yahel Doron Guy Mensch, (Ran Shem Tov, producer)                                              |  |
| 2011 | 21st Century (המאה ה 21)                                | Ran Shem Tov, producer                                                                                                 |  |
| 2011 | How Many More Ways (כמה עוד דרכים)                      | Ran Shem Tov, producer                                                                                                 |  |
| 2013 | Achshav (עכשיו)                                         | Harel Skaat, Jason Reeves, Rune Westberg                                                                               |  |
| 2017 | Love Turns Everything אהבה מסובבת הכל                   | Yahel Doron Guy Mensch, Harel Skaat, Avi Ohayon (lyrics) Remi Lacroix, D'avide Esposito (music) Yinon Yahel (producer) |  |
| 2017 | Radio                                                   | Harel Skaat / Desiree Ramialison (lyrics) William Rousseau (music), Pierre Jaconelli (arrangement)                     |  |
| 2018 | Im Nin'Alu / אם ננעלו                                   | Lyrics: Rabbi Shalom Shabazi Musical Arrangement and Production - Yinon Yahel                                          |  |